# Tuffi ai campionati mondiali di nuoto 2007 - Piattaforma 10 metri femminile
La gara dei tuffi dalla piattaforma 10 metri femminile dei campionati mondiali di nuoto 2007 è stata disputata il 20 e 21 marzo presso il Melbourne Sports and Aquatic Centre di Melbourne.
La gara, alla quale hanno preso parte 32 atlete, si è svolta in tre turni, in ognuno dei quali l'atleta ha eseguito una serie di cinque tuffi.
La competizione è stata vinta dal tuffatrice cinese Wang Xin, mentre l'argento e il bronzo sono andati rispettivamente all'altra Chen Ruolin e alla tedesca Christin Steuer.

## Programma
| Data          | Ora   | Turno        |
| ------------- | ----- | ------------ |
| 20 marzo 2007 | 18:30 | Eliminatorie |
| 21 marzo 2007 | 12:00 | Semifinale   |
| 21 marzo 2007 | 20:30 | Finale       |

## Podio
| Posizione | Atleta          | Nazionalità |
| --------- | --------------- | ----------- |
| Oro       | Wang Xin        | Cina        |
| Argento   | Chen Ruolin     | Cina        |
| Bronzo    | Christin Steuer | Germania    |

## Risultati

### Preliminari
I migliori 18 punteggi accedono alla semifinale
| Pos. | Atleta                          | Nazionalità   | Punti  | Note |
| ---- | ------------------------------- | ------------- | ------ | ---- |
| 1    | Chen Ruolin                     | Cina          | 400.80 | Q    |
| 2    | Paola Espinosa                  | Messico       | 367.15 | Q    |
| 3    | Wang Xin                        | Cina          | 366.45 | Q    |
| 4    | Émilie Heymans                  | Canada        | 341.40 | Q    |
| 5    | Mai Nakagawa                    | Giappone      | 335.65 | Q    |
| 6    | Annett Gamm                     | Germania      | 329.30 | Q    |
| 7    | Melissa Wu                      | Australia     | 328.85 | Q    |
| 8    | Roseline Filion                 | Canada        | 318.25 | Q    |
| 9    | Tania Cagnotto                  | Italia        | 311.45 | Q    |
| 10   | Christin Steuer                 | Germania      | 299.15 | Q    |
| 11   | Julija Prokopčuk                | Ucraina       | 295.90 | Q    |
| 12   | Evtykhia Pappa-Papavasilopoulou | Grecia        | 294.90 | Q    |
| 13   | Anja Richter                    | Austria       | 292.55 | Q    |
| 14   | Valentina Marocchi              | Italia        | 291.10 | Q    |
| 15   | Elina Eggers                    | Svezia        | 290.30 | Q    |
| 16   | Laura Wilkinson                 | Stati Uniti   | 288.00 | Q    |
| 17   | Claire Febvay                   | Francia       | 282.95 | Q    |
| 18   | Audrey Labeau                   | Francia       | 282.45 | Q    |
| 19   | Tatiana Perunina                | Russia        | 279.95 |      |
| 20   | Alexandra Croak                 | Australia     | 265.70 |      |
| 21   | Ramona Maria Ciobanu            | Romania       | 261.60 |      |
| 22   | Olga Vintonyak                  | Russia        | 256.70 |      |
| 23   | Yaima Mena                      | Cuba          | 255.30 |      |
| 24   | Melinda Mátyás                  | Ungheria      | 253.80 |      |
| 25   | Tonia Couch                     | Gran Bretagna | 249.25 |      |
| 26   | Corina Popovici                 | Romania       | 228.80 |      |
| 27   | Cheong Jun Hoong                | Malaysia      | 219.90 |      |
| 28   | Stacie Powell                   | Gran Bretagna | 196.50 |      |
| 29   | Haley Ishimatsu                 | Stati Uniti   | 187.25 |      |
| 30   | Shenny Ratna Amelia             | Indonesia     | 181.70 |      |
| 31   | Milica Stjepanovic              | Serbia        | 175.55 |      |
| 32   | Sibylle Eckert                  | Svizzera      | 137.90 |      |

### Semifinale
I migliori 12 punteggi accedono alla finale
| Pos. | Atleta                          | Nazionalità | Punti  | Note |
| ---- | ------------------------------- | ----------- | ------ | ---- |
| 1    | Chen Ruolin                     | Cina        | 417.05 | Q    |
| 2    | Wang Xin                        | Cina        | 402.10 | Q    |
| 3    | Christin Steuer                 | Germania    | 360.80 | Q    |
| 4    | Melissa Wu                      | Australia   | 352.00 | Q    |
| 5    | Laura Wilkinson                 | Stati Uniti | 348.80 | Q    |
| 6    | Annett Gamm                     | Germania    | 333.15 | Q    |
| 7    | Paola Espinosa                  | Messico     | 326.95 | Q    |
| 8    | Roseline Filion                 | Canada      | 312.70 | Q    |
| 9    | Valentina Marocchi              | Italia      | 309.70 | Q    |
| 10   | Émilie Heymans                  | Canada      | 307.95 | Q    |
| 11   | Anja Richter                    | Austria     | 303.05 | Q    |
| 12   | Claire Febvay                   | Francia     | 302.65 | Q    |
| 13   | Tania Cagnotto                  | Italia      | 298.10 |      |
| 14   | Julija Prokopčuk                | Ucraina     | 296.85 |      |
| 15   | Evtykhia Pappa-Papavasilopoulou | Grecia      | 286.85 |      |
| 16   | Audrey Labeau                   | Francia     | 284.85 |      |
| 17   | Elina Eggers                    | Svezia      | 271.85 |      |
| 18   | Mai Nakagawa                    | Giappone    | 252.50 |      |

### Finale
| Pos.    | Atleta             | Nazionalità | Punti  | Note |
| ------- | ------------------ | ----------- | ------ | ---- |
| Oro     | Wang Xin           | Cina        | 432.85 |      |
| Argento | Chen Ruolin        | Cina        | 410.30 |      |
| Bronzo  | Christin Steuer    | Germania    | 386.85 |      |
| 4       | Laura Wilkinson    | Stati Uniti | 361.80 |      |
| 5       | Émilie Heymans     | Canada      | 346.05 |      |
| 6       | Claire Febvay      | Francia     | 324.95 |      |
| 7       | Paola Espinosa     | Messico     | 296.65 |      |
| 8       | Anja Richter       | Austria     | 296.10 |      |
| 9       | Annett Gamm        | Germania    | 291.30 |      |
| 10      | Valentina Marocchi | Italia      | 289.30 |      |
| 11      | Melissa Wu         | Australia   | 282.15 |      |
| 12      | Roseline Filion    | Canada      | 267.75 |      |